# Canoagem nos Jogos Pan-Americanos de 2011
A canoagem nos Jogos Pan-Americanos de 2011 foi realizada na Pista de Remo e Canoagem em Ciudad Guzmán, México, entre 26 e 29 de outubro. Assim como na edição anterior não houve provas de canoagem slalom em 2011, modalidade integrante dos Jogos Olímpicos. Foram disputadas oito provas masculinas e quatro femininas da modalidade velocidade.

## Calendário
| Outubro  | 13 | 14 | 15 | 16 | 17 | 18 | 19 | 20 | 21 | 22 | 23 | 24 | 25 | 26 | 27 | 28 | 29 | 30 |
| -------- | -- | -- | -- | -- | -- | -- | -- | -- | -- | -- | -- | -- | -- | -- | -- | -- | -- | -- |
| Canoagem |    |    |    |    |    |    |    |    |    |    |    |    |    | 1  | 1  | 6  | 4  |    |

|  | Dia de competição |  | Dia de final |

## Países participantes
Abaixo, a quantidade de atletas enviados por cada país, de acordo com o evento.
| CON                   | Masculino | Masculino | Masculino  | Masculino  | Masculino  | Masculino | Masculino  | Masculino  | Feminino  | Feminino  | Feminino  | Feminino  | Cotas | Atletas |
| CON                   | K-1 200 m | K-2 200 m | K-1 1000 m | K-2 1000 m | K-4 1000 m | C-1 200 m | C-1 1000 m | C-2 1000 m | K-1 200 m | K-1 500 m | K-2 500 m | K-4 500 m | Cotas | Atletas |
| --------------------- | --------- | --------- | ---------- | ---------- | ---------- | --------- | ---------- | ---------- | --------- | --------- | --------- | --------- | ----- | ------- |
| ARG Argentina         | X         | X         | X          | X          | X          | X         | X          |            | X         | X         | X         | X         | 11    | 12      |
| BRA Brasil            | X         | X         | X          | X          | X          | X         | X          | X          | X         | X         | X         | X         | 12    | 15      |
| CAN Canadá            | X         | X         | X          | X          | X          | X         | X          | X          | X         | X         | X         | X         | 12    | 16      |
| CHI Chile             |           | X         |            | X          |            | X         | X          |            |           |           | X         |           | 5     | 6       |
| COL Colômbia          | X         | X         | X          | X          | X          | X         | X          | X          | X         | X         | X         | X         | 12    | 12      |
| CUB Cuba              | X         | X         | X          | X          | X          | X         | X          | X          | X         | X         | X         | X         | 12    | 15      |
| ECU Equador           | X         | X         |            |            |            | X         |            |            | X         | X         | X         |           | 6     | 5       |
| GUA Guatemala         | X         | X         |            | X          |            |           |            |            | X         | X         |           |           | 5     | 4       |
| MEX México            | X         | X         | X          | X          | X          | X         | X          | X          | X         | X         | X         | X         | 12    | 16      |
| PUR Porto Rico        | X         | X         | X          |            |            |           |            |            | X         |           |           |           | 4     | 3       |
| TRI Trinidad e Tobago | X         |           |            |            |            |           |            |            |           |           |           |           | 1     | 1       |
| USA Estados Unidos    | X         | X         | X          | X          | X          | X         | X          |            | X         | X         | X         |           | 10    | 9       |
| VEN Venezuela         | X         | X         | X          |            | X          | X         | X          | X          | X         | X         | X         | X         | 11    | 11      |
| Total: 13 CONs        | 12        | 12        | 9          | 9          | 8          | 10        | 9          | 6          | 11        | 10        | 10        | 7         | 111   | 125     |

## Medalhistas
Masculino
| Evento                   | Ouro                                                                        | Prata                                                                               | Bronze                                                                  |
| ------------------------ | --------------------------------------------------------------------------- | ----------------------------------------------------------------------------------- | ----------------------------------------------------------------------- |
| K-1 200 metros detalhes  | César De Cesare ECU Equador                                                 | Miguel Correa ARG Argentina                                                         | Ryan Dolan USA Estados Unidos                                           |
| K-1 1000 metros detalhes | Jorge Antonio García CUB Cuba                                               | Daniel Dal Bo ARG Argentina                                                         | Philippe Duchesneau CAN Canadá                                          |
| K-2 200 metros detalhes  | Ryan Cochrane Hugues Fournel CAN Canadá                                     | Miguel Correa Rubén Voizard ARG Argentina                                           | Givago Ribeiro Gilvan Ribeiro BRA Brasil                                |
| K-2 1000 metros detalhes | Steven Joren Richard Dessureault-Dober CAN Canadá                           | Reinier Torres Jorge Antonio García CUB Cuba                                        | Pablo de Torres Roberto Geringer Sallette ARG Argentina                 |
| K-4 1000 metros detalhes | Osvaldo Labrada Jorge Antonio García Reinier Torres Maikel Zulueta CUB Cuba | Richard Dessureault-Dober Philippe Duchesneau Steven Jorens Connor Taras CAN Canadá | Celso Oliveira Roberto Maheler Gilvan Ribeiro Givago Ribeiro BRA Brasil |
| C-1 200 metros detalhes  | Richard Dalton CAN Canadá                                                   | Nivalter de Jesus BRA Brasil                                                        | Roleysi Baez CUB Cuba                                                   |
| C-1 1000 metros detalhes | Everardo Cristóbal MEX México                                               | Reydel Ramos CUB Cuba                                                               | Johnnathan Tafra CHI Chile                                              |
| C-2 1000 metros detalhes | Karel Aguilar Serguey Torres CUB Cuba                                       | Erlon Silva Ronilson de Oliveira BRA Brasil                                         | Ronny Ratia Anderson Ramos VEN Venezuela                                |

Feminino
| Evento                  | Ouro                                                                | Prata                                                                      | Bronze                                                                       |
| ----------------------- | ------------------------------------------------------------------- | -------------------------------------------------------------------------- | ---------------------------------------------------------------------------- |
| K-1 200 metros detalhes | Carrie Johnson USA Estados Unidos                                   | Darisleydis Amador CUB Cuba                                                | Sabrina Ameghino ARG Argentina                                               |
| K-1 500 metros detalhes | Carrie Johnson USA Estados Unidos                                   | Emilie Fournel CAN Canadá                                                  | Alexandra Keresztesi ARG Argentina                                           |
| K-2 500 metros detalhes | Dayexi Gandarela Yulitza Meneses CUB Cuba                           | Sabrina Ameghino Alexandra Keresztesi ARG Argentina                        | Margaret Hogan Kaitlyn McElroy USA Estados Unidos                            |
| K-4 500 metros detalhes | Kathleen Fraser Kristin Gauthier Alexa Irvin Una Lounder CAN Canadá | Anais Abraham Karina Alanis Alicia Guluarte Maricela Montemayor MEX México | Darisleydis Amador Dayexi Gandarela Yulitza Meneses Yusmary Mengana CUB Cuba |

## Quadro de medalhas
| Ordem | País               | Medalha de ouro | Medalha de prata | Medalha de bronze |    |
| ----- | ------------------ | --------------- | ---------------- | ----------------- | -- |
| 1     | CUB Cuba           | 4               | 3                | 2                 | 9  |
| 2     | CAN Canadá         | 4               | 2                | 1                 | 7  |
| 3     | USA Estados Unidos | 2               |                  | 2                 | 4  |
| 4     | MEX México         | 1               | 1                |                   | 2  |
| 5     | ECU Equador        | 1               |                  |                   | 1  |
| 6     | ARG Argentina      |                 | 4                | 3                 | 7  |
| 7     | BRA Brasil         |                 | 2                | 2                 | 4  |
| 8     | CHI Chile          |                 |                  | 1                 | 1  |
|       | VEN Venezuela      |                 |                  | 1                 | 1  |
| TOTAL | TOTAL              | 12              | 12               | 12                | 36 |